# Tom Gregory

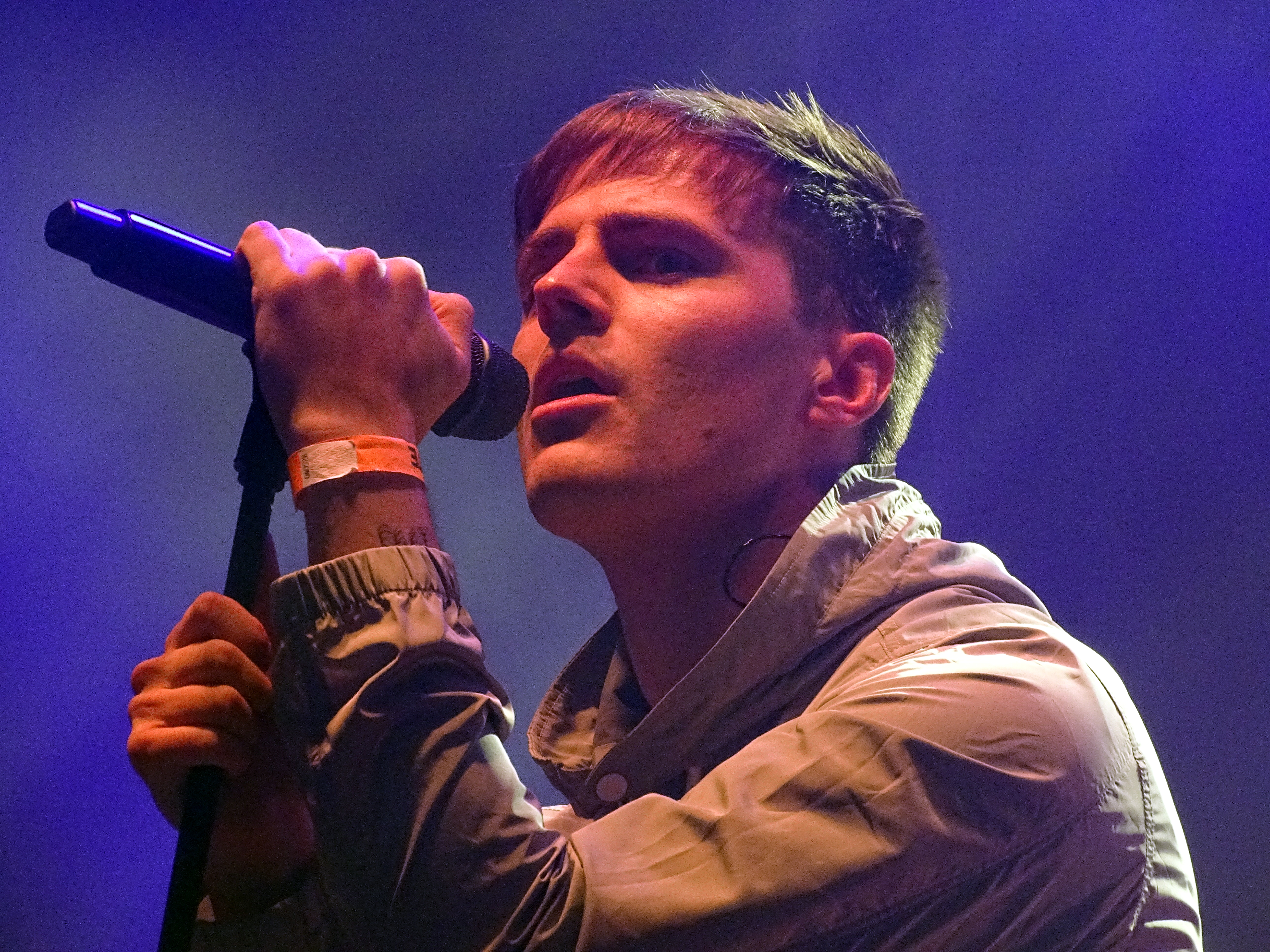
Tom Gregory (2022)

Thomas „Tom“ Gregory (* 10. November 1995 in Blackpool) ist ein britischer Singer-Songwriter.

## Leben

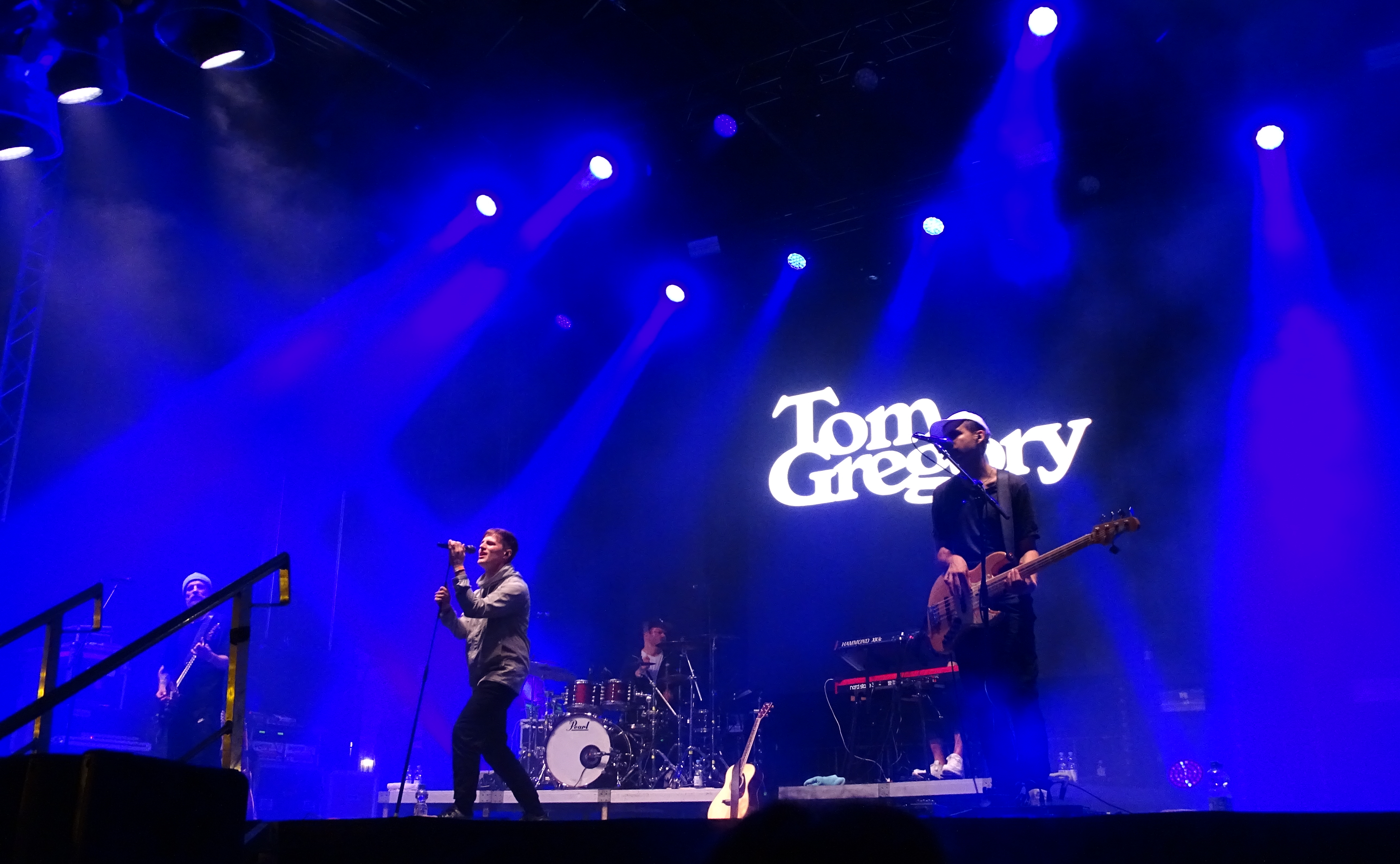
Tom Gregory mit Band 2022

Tom Gregory wuchs gemeinsam mit seinen Geschwistern in Blackpool im Norden Englands auf. Von 2007 bis 2014 besuchte er die Rossall School in Lancashire. Schon früh hörte er viel Gitarrenmusik. Sein Vater brachte ihm Künstler wie Kool & The Gang und James Taylor nahe und prägte ihn damit.
Erste Bühnenerfahrung sammelte Gregory im Alter von 17 Jahren bei The Voice UK (2013), wo er in der Vorrunde ausschied. Den nächsten öffentlichen Auftritt hatte er 2016 als Darsteller in der BBC-Serie The A Word, in der er in sechs Episoden die Rolle des Luke Taylor spielte. Danach verlagerte er seinen Schwerpunkt wieder auf die Musik und tourte in den folgenden zwei Jahren durch Großbritannien und Deutschland. Er stand in dieser Zeit im Vorprogramm von Musikern wie Jessie J, Will.i.am und Tom Jones auf der Bühne.
Das Hamburger Label Kontor Records nahm ihn als ersten Popmusiker unter Vertrag. Im August 2017 veröffentlichte er seine Debüt-Single Run to You und platzierte sich damit direkt in den Top 30 der deutschen Airplaycharts (Platz 26, 25 Mio. Streams). Gregory lebt in Blackpool und Hamburg. Im Mai 2022 startete in Brüssel Tom Gregory – The Debut Tour.

## Diskografie

### Alben
- 2020: Heaven in a World So Cold
- 2021: Things I Can’t Say Out Loud

### Singles
- 2017: Run to You
- 2018: Losing Sleep
- 2018: Honest
- 2019: Small Steps
- 2020: Pictures
- 2020: Far Away
- 2020: Fingertips
- 2020: Never Let Me Down (mit Vize)
- 2020: Rather Be You (#16 der deutschen Single-Trend-Charts am 23. Oktober 2020[6])
- 2021: River
- 2021: Footprints (#10 der deutschen Single-Trend-Charts am 26. November 2021[7])
- 2022: Forget Somebody
- 2023: Never Look Back
- 2023: Dive (mit Lost Frequencies)
- 2024: Glow in the Dark
- 2025: Make It Right (mit Vize)

## Auszeichnungen für Musikverkäufe
| Goldene Schallplatte - Kanada - 2021: für die Single Never Let Me Down - Polen - 2024: für die Single Dive Platin-Schallplatte - Frankreich - 2022: für die Single Rather Be You | 3× Platin-Schallplatte - Polen - 2021: für die Single Never Let Me Down Diamantene Schallplatte - Frankreich - 2025: für die Single Fingertips |

Anmerkung: Auszeichnungen in Ländern aus den Charttabellen bzw. Chartboxen sind in ebendiesen zu finden.
| Land/RegionAuszeichnungen für Musikverkäufe (Land/Region, Auszeichnungen, Verkäufe, Quellen) | Gold     | Platin     | Diamant  | Verkäufe  | Quellen           |
| -------------------------------------------------------------------------------------------- | -------- | ---------- | -------- | --------- | ----------------- |
| Deutschland (BVMI)                                                                           | 3× Gold3 | Platin1    | —        | 1.000.000 | musikindustrie.de |
| Frankreich (SNEP)                                                                            | —        | Platin1    | Diamant1 | 533.333   | snepmusique.com   |
| Kanada (MC)                                                                                  | Gold1    | —          | —        | 40.000    | musiccanada.com   |
| Polen (ZPAV)                                                                                 | Gold1    | 3× Platin3 | —        | 175.000   | olis.pl           |
| Insgesamt                                                                                    | 5× Gold5 | 5× Platin5 | Diamant1 |           |                   |

## Filmografie
Serien
- 2016: The A Word (Staffel 1, Episoden 2-6) als Luke Taylor